# وليد المعلم
وليد محيي الدين المعلم (13 يناير 1941 - 16 نوفمبر 2020)، دبلوماسي سوري وعضو في حزب البعث العربي الاشتراكي. شغل منصب وزير الخارجية في سوريا بين عامي 2006 و2020، كما تولّى منصب نائب رئيس مجلس الوزراء من عام 2012 وحتى وفاته في 2020.

## الحياة المبكّرة والتعليم
وُلد وليد بن محي الدين المعلّم في 17 يوليو 1941 بدمشق من أصل عربي سوري، وهو دمشقي من عائلات دمشق التي سكنت حي المزة.
تلقى تعليمه الابتدائي والثانوي في المدارس الحكومية من 1948 إلى 1960، حيثُ حصل على الشهادة الثانوية من طرطوس. ثم حصل على درجة البكالوريوس في الاقتصاد من جامعة القاهرة في عام 1963.

## المسيرة المهنيّة

### البداية
كان وليد المعلم عضوًا في الفرع الإقليمي السوري لحزب البعث العربي الاشتراكي. بدأ المعلم حياته المهنية في وزارة الخارجية عام 1964 وخدم في البعثات السورية الدبلوماسية في تنزانيا، والسعودية، وإسبانيا وإنكلترا، وعمل سفيرًا لسوريا في رومانيا من عام 1975 إلى عام 1980. أصبح بعد ذلك رئيسًا لقسم التوثيق والترجمة في وزارة الخارجية في عام 1980 وانتهت فترة ولايته في عام 1984.

### منصب السفير
شغلَ وليد المعلم في وقت لاحق منصب مديرٍ لإدارة المكاتب الخاصة من عام 1984 إلى عام 1990، ثُم شغل منصب سفير سوريا لدى الولايات المتحدة من عام 1990 إلى عام 2000 وهي الفترة التي شهدت مفاوضات السلام العربية السورية مع إسرائيل، وفي بداية 2000، عُيّن المعلم مُعاونًا لوزير الخارجية فاروق الشرع، ثم عُيّن بحلول عام 2005 لوزير الخارجية. كُلِّفَ وليد بإدارة ملف العلاقات السورية اللبنانية من قبل الرئيس بشار الأسد.

### وزير الخارجية

#### التعيين
عُيّن وزيرًا للخارجية في 11 فبراير/شباط 2006 خلال تعديلٍ وزاري أصبح فيه سلفه فاروق الشرع نائبًا للرئيس. صرَّح المعلم آب/أغسطس 2006 قائلاً: «أنا مستعدٌ لأن أكون أحد جنود حسن نصر الله»، كما ذكر أن سوريا لها علاقة خاصة مع إيران. شارك في المفاوضات الإسرائيلية السورية، قبل وأثناء فترة عمله كوزير للخارجية.

#### الحرب الأهلية
برزَ المعلم في بداية الانتفاضة المدنية – والتي تحوَّلت فيما بعدُ لحربٍ أهليّة – حينما كان يعقدُ عديد المؤتمرات الصحفية مع وسائل الإعلام السورية وحتى العربيّة منها للحديثِ حول الوضع في سوريا. أجرى المعلم في آب/أغسطس 2012 أول مقابلةٍ له مع صحفي غربي باللغة الإنجليزيّة منذ بداية الاحتجاجات ضدّ النظام السوري، وفيها علَّق على الدور الأمريكي في المنطقة قائلًا فيما معناه إنّ شعار واشنطن هو محاربة الإرهاب الدولي لكنها تدعمهُ في سوريا ومعلنًا بشكلٍ صريحٍ موقف الحكومة، متهمًا الولايات المتحدة أنها كانت «اللاعب الرئيسي ضد سوريا» في سعيها لاحتواء إيران. نفى وليد وجود الشبيحة وهم الأفراد والميليشيات التي دعمت نظام الأسد رافعين شعارات من قبيل «شبيحة للأبد لأجل عيونك يا أسد» و«الأسد أو نحرق البلد» وغيرها من الشعارات المؤيّدة للرئيس السوري الذي كان يُواجه مطالب شعبيّة برحيله. نفى وليد كذلك وجود ميليشيات في الداخل السوري تتبعُ للحكومة وهي الميليشيات التي اتهمتها دول عربية وغربية ومنظمات حقوقية بارتكابِ مجازر وفظائع في وقت مبكر من الانتفاضة، كما ألقى وزير الخارجية باللومِ بما نسبته 60% من أعمال العنف في سوريا على تركيا وقطر والسعودية والولايات المتحدة.
حثَّ في تشرين الأول/أكتوبر 2012 الأمين العام للأمم المتحدة بان كي مون الحكومة السورية على إظهار تعاطفٍ في ضوء الأزمة الإنسانية المتنامية. فعادَ المعلم ليُلقي بالاتهامات على دول أجنبيّة وعربية وعلى رأسها الولايات المتحدة وفرنسا وتركيا والمملكة العربية السعودية وقطر متهمًا إيّاهم بـ «مساعدة الإرهابيين»، وبـ «التدخل السافر» في الشؤون السورية من خلال إمداد «الجماعات المتمردة» بالسلاح والمال، ووصفَ وليد مخاوف الغرب بشأن استخدام الاسلحة الكيماوية بأنها «مزحة» وذريعة لشنّ حملة شبيهة بحرب العراق. رفضَ المعلم في وقت لاحق من نفس الشهر دعوات بان كي مون لإعلان وقف إطلاق النار من جانب واحد، وأصرَّ على مطالب حكوته بضرورة «توقف الدول التي تمول وتدرّب وتسلّم الأسلحة إلى الجماعات المسلحة، لا سيما المملكة العربية السعودية وقطر وتركيا». حمَّلَ وزير الخارجية السوري في كانون الأول/ديسمبر 2012 الولايات المتحدة والاتحاد الأوروبي مسؤوليّة المعاناة في سوريا بسببِ العقوبات التي فرضتها على سوريا ردًا على التعامل القاسي والعنف الممنهج الذي مارسه النظام السوري ضدّ المحتجّين.
ذكرَ مبعوث الأمم المتحدة وجامعة الدول العربية الأخضر الإبراهيمي في كانون الثاني/يناير 2013 إن بشار الأسد يجبُ ألَّا يُشارك في حكومة انتقالية، فردَّ المعلم من خلالِ دعوة جماعات المعارضة إلى الانضمامِ إلى حكومة جديدة تحتَ قيادة بشار الأسد نفسه طالما أنهم يرفضون التدخل الأجنبي كما قال. في خطابه خلال الدورة الثامنة والستين للجمعية العامة للأمم المتحدة في أيلول/سبتمبر 2013، ادَّعى المعلم أن «إرهابيين من أكثر من 83 دولة يقتلون جنودًا ومدنيين سوريين» وقارنَ أحداث الحرب الأهلية السورية الأخيرة بأحداث 11 سبتمبر 2001 في الولايات المتحدة، وفي مقابلة منفصلة مع مراسل بي بي سي جيريمي بوين قال المعلم إن محادثات السلام الدولية كانت حيوية لمستقبل سوريا بينما هذه المحادثات في جنيف لا يُمكن أن تنجح بسببِ مساعدة الأتراك والسعوديين والقطريين للمتمردين.
شارك المعلم في مؤتمر جنيف 2 حول سوريا في مونترو في كانون الثاني/يناير 2014 وفيه وصفَ المعارضة بـ «الخونة والإرهابيين» متهمًا عددًا من الدول بدعم الإرهاب والسعي المتعمَّد لزعزعة استقرار سوريا، وعلى الرغم من أن قواعد المؤتمر لا تسمحُ إلا بعشر دقائق لكل متحدث، إلّا أن المعلم تحدثَ لأكثر من أربعين دقيقة وتجاهلَ مرارًا محاولات بان كي مون إنهاء خطابه. خطَّطَت المملكة العربية السعودية في شباط/فبراير 2016 لإرسال قواتها إلى سوريا لمحاربة تنظيم الدولة الإسلامية (داعش)، فحذر المعلم من أن أي جندي أجنبي يدخلُ سوريا دون موافقة الحكومة «سيعود إلى الوطن في صناديق خشبية». في أعقاب الغارة الجوية على دير الزور في أيلول/سبتمبر 2016 والتي راح ضحيتها ما يصلُ إلى 100 جندي سوري، حمَّلَ المعلم بصفته وزيرًا للخارجية الولايات المتحدة المسؤولية الكاملة قائلًا «أنَّ الحقائق تًظهر أنه كان هجومًا متعمدًا وليس خطأً حتى لو ادعت واشنطن خلاف ذلك». جديرٌ بالذكرِ هنا أنَّ وليد المعلم ومنذُ عام 2012 حتى وفاته وهو مدرجٌ في قائمة عقوبات الاتحاد الأوروبي الذي يرى أنّ المعلم بصفته وزيرًا في حكومة الأسد فقد شاركَ في المسؤولية عن القمع العنيف الذي مارسه النظام السوري ضد المدنيين.

## الوفاة
أعلنت وكالة الأنباء السورية وفاة وليد المعلم يوم الإثنين الموافق للسادس عشر من تشرين الثاني/نوفمبر 2020 ميلاديّا، المُوافق 1 ربيع الآخر 1442 هجريّا عن عمرٍ ناهز 79 عامًا، وصُلي عليه في جامع سعد بن معاذ، ثمّ دفن في مقبرة المزّة.

## الحياة الشخصية
وليد متزوجٌ من السيدة سوسن خياط وله ثلاثة أولاد: طارق وشذى وخالد.

## الآراء
اشتهرَ وليد المعلم بعددٍ من الأقوال التي ذكرها في مؤتمراته الصحفية منها، «سننسى أن أوروبا على الخارطة»، والتي كان قد قالها في مؤتمر صحفي بعد أشهر من اندلاع الأزمة السورية في 2011، كما انتقدَ ضمنًا وضع القمامة في لبنان عبر قوله: «بعد 7 سنوات حرب ليس لدينا قمامة في الشوارع كما هو الحال لدى جيراننا».

## المؤلفات
ألَّف وليد المعلم أربعة مؤلفات:
1. فلسطين والسلام المسلح 1970.
2. سوريا في مرحلة الانتداب من العام 1917 وحتى العام 1948.
3. سوريا من الاستقلال إلى الوحدة من العام 1948 وحتى العام 1958.
4. العالم والشرق الأوسط في المنظور الأمريكي.[25]